# Rupicapnos calcarata
Rupicapnos calcarata är en vallmoväxtart som beskrevs av Lidén. Rupicapnos calcarata ingår i släktet Rupicapnos och familjen vallmoväxter. Inga underarter finns listade i Catalogue of Life.